# La ratera
La Ratera (en anglès The Mousetrap) és una obra de teatre pertanyent al subgènere de novel·la policial. Va ser escrita per Agatha Christie i es considera l'obra teatral de major permanència mundial en cartell, perquè des de 1952 continua presentant-se a Londres de forma ininterrompuda. Va ser estrenada en 92 països i es calcula que ha estat vista per més de 60 milions d'espectadors. Ha estat traduïda al català per Albert Torrescasana Flotats.
L'obra va començar la vida com una obra de radioteatre curta escrita com a regal d'aniversari per la reina Mary, la consort de Jordi V del Regne Unit. Es va emetre el 30 de maig de 1947 amb el nom de Three Blind Mice. La història es basa en el cas de la vida real de Dennis O'Neill, que va morir després que ell i el seu germà Terence patissin maltractaments extrems mentre es trobaven en acolliment d'un pagès i la seva dona a Shropshire el 1945.

## Aspectes generals
Està dividida en dos actes, el primer dividit en dues escenes. Tota la història transcorre a la sala principal de la casa o Hall, situada als afores de Londres. Va ser estrenada en els anys 50 amb gran èxit i està ambientada en la dècada dels anys 40.
La història consta de vuit personatges que queden atrapats a la casa d'hostes de Monkswell Manor, a causa de la neu, i que es veuen embolicats en un recent crim ocorregut a Londres, ja sigui com a sospitosos o víctimes.
Al primer dia d'haver inaugurat la casa d'hostes de Monkswell Manor, la recentment arribada parella Ralston, rep a les seves cinc primers clients, un dels quals arriba inesperadament.

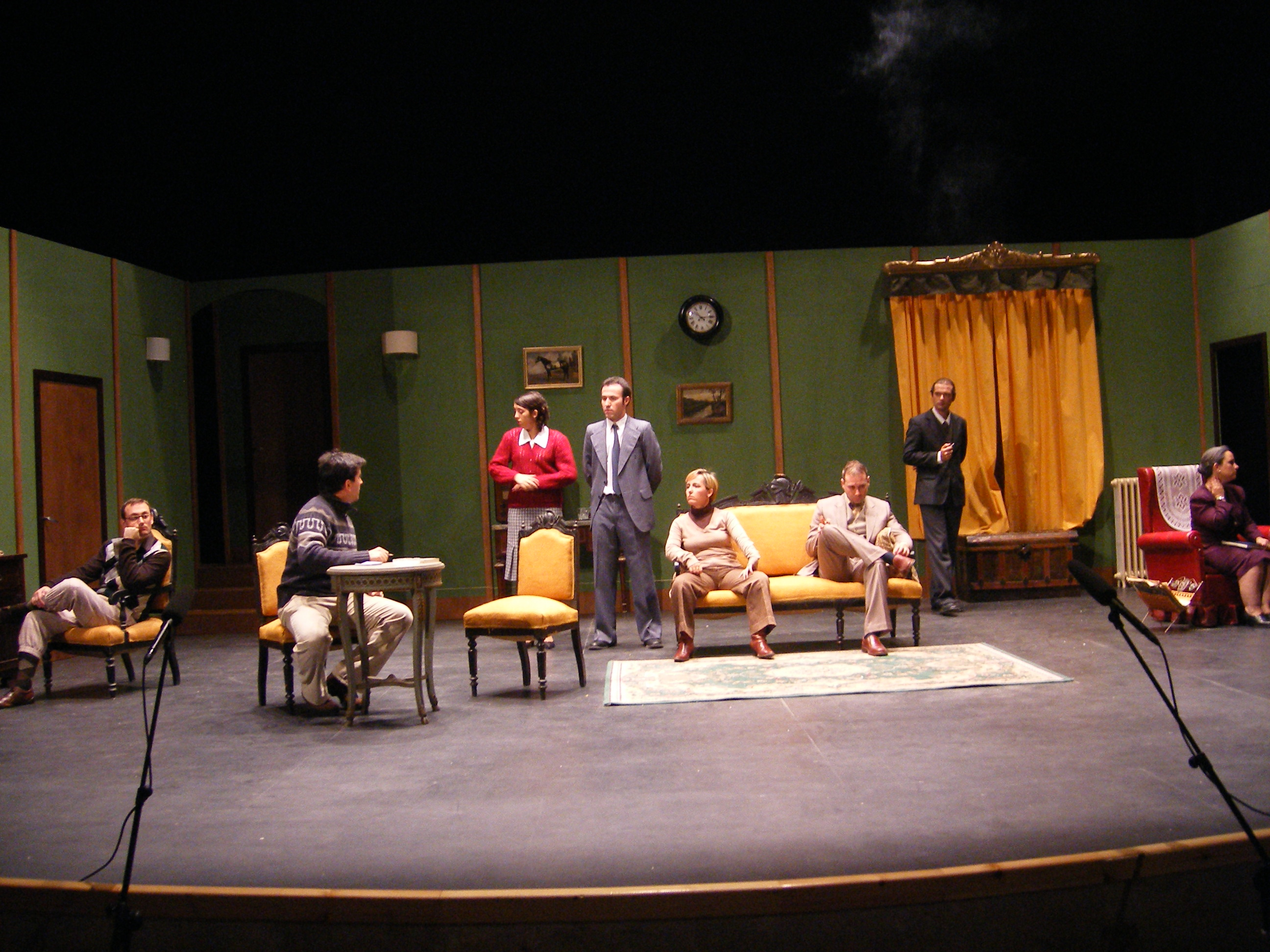
Un moment de la representació teatral de La ratera (G.T. Calderón).

L'endemà al matí, arriba el sergent Trotter, detectiu de la policia, qui informa el grup que l'assassí d'una dona en Culver Street, a Londres, es dirigeix a Monkswell Manor. L'assassí ha deixat la direcció i la cançó dels tres ratolins cecs, insinuant que queden dos per eliminar. A causa de la neu, els vuit personatges queden atrapats a la casa, on ocorre un segon assassinat, del qual cadascun dels personatges sembla sospitós.
Es crea una trama de misteri i suspens entre els personatges, els qui desconfien els uns dels altres. Com indica la cançó, queda un ratolí per eliminar, per la qual cosa Trotter convenç a tots d'un pla per a esbrinar qui és l'assassí i quina és la seva pròxima víctima, consistent en què tots repetissin el que havien fet, però amb altres posicions.

## Personatges
- Mollie Ralston: Està casada amb Giles i és la propietària de la casa Monkswell Manor i és una noia maca i dolça.
- Giles Ralston: Un home una mica irascible, espòs de Mollie Ralston, una miqueta arrogant.
- Christopher Wren: Un home d'uns 20-25 anys que és hiperactiu i una mica infantil, a més de lleugerament efeminat. Porta el cabells llargs i despentinats.
- Senyora Boyle: Una dona de mitjana edat, de classe mitjana-alta.
- Comandant Metcalf: Un home de mitjana edat, un militar amb actitud seriosa i extremadament tou, sobretot amb Mollie.
- Senyoreta Casewell: Una dona jove de 24 anys, amb característiques poc femenines i ordinària.
- Senyor Paravicini: Un home estranger que arriba inesperadament a la posada. Posseeix una personalitat una mica estranya i li agrada espantar la gent.
- Sergent Trotter: Un jove sergent d'uns 20-25 anys, que arriba a la mansió a investigar l'assassinat a Culver Street.

## Representacions destacades
La ratera es va estrenar en el Theatre Royal de Nottingham, el 6 d'octubre de 1952. Inicialment va ser dirigida per Peter Cotes. Va començar a representar-se en Londres el 25 de novembre de 1952 al New Ambassadors Theatre. Es va mantenir en aquest teatre fins al 23 de març de 1974 quan es transfereix al St Martin's Theatre, just al costat. A 13 d'octubre de 2011 s'ha registrat un rècord de 24.537 representacions, i continua representant-se en el St Martin's Theatre. El director de l'obra durant molts anys ha estat David Turner.
L'elenc original del West End incloïa a Richard Attenborough com el sergent Trotter i la seva esposa Sheila Sim, com Mollie Ralston. Des de la retirada de Mysie Muntanya i David Raven, que van interpretar respectivament durant 11 anys, a la senyora Boyle i Metcalf, el repartiment s'ha canviat anualment.
L'enregistrament amb la veu de Deryck Guyler en la retransmissió radiofònica que s'escolta en l'obra s'ha mantingut durant els 59 anys de representació.
L'obra, amb traducció de Luis de Baeza, es va estrenar a Espanya el 6 d'agost de 1954 en Sant Sebastià i després d'una gira pel país va passar al Teatro Infanta Isabel de Madrid el 12 de novembre del mateix any. L'elenc va estar format per Mariano Azaña, María Luisa Ponte, Irene Caba Alba, Irene Gutiérrez Caba, Julia Gutiérrez Caba i Erasmo Pascual. L'obra va superar les 700 representacions amb més de 2 anys en cartell.
Es va reposar en 1965, al Teatre Arlequín de Madrid, amb interpretació de Margot Cottens, Gregorio Alonso y Luisa Rodrigo i el 1972 al Teatro Cómico de Madrid, dirigida per Ángel Fernández Montesinos i interpretada per Maite Blasco, Nicolás Dueñas, Charo Moreno, Miguel Ayones, Mary González i Antonio Puga.
En 1998 es va estrenar la versió dirigida per Ramón Barea, al Teatro Real Cinema de Madrid, amb Encarna Paso (Miss Boyle), Jaime Blanch (Trotter), Micky Molina (Giles), Isabel Serrano (Mollie), Pepe Álvarez, Paula Sebastián (Miss Casewell) y Francisco Cecilio (Paravicini). Es va mantenir dos anys en la cartellera madrilenya, passant després al Teatre Muñoz Seca i amb canvis en l'elenc, com la incorporació de Julia Trujillo, Arturo Querejeta, Amparo Climet i Pablo Calvo. El 2001 es va iniciar una gira per la resta d'Espanya, i en 2005, després de 1000 representacions, l'obra va tornar al Muñoz Seca de Madrid. Al costat d'intèrprets veterans en la funció com Blanch i Calvo, es van incorporar al ventall Ana Gabarain, Klara Badiola i Fermín Sanles. De nou de gira i amb una renovació de l'elenc, encapçalat per María Luisa Merlo en 2006 com la Senyora Boyle acompanyada per Ana Marín (Mollie), Ibán Naval (Christopher), Rosa Lasierra (Srta. Caswell), Carlos Vega (Paravicini) i Miguel Pardo (Trotter), aquest muntatge es va mantenir fins a finals d'aquests anys.
L'any 2010 es va estrenar al Teatre Reina Victoria de Madrid una versió dirigida per Víctor Conde i protagonitzada per Gorka Otxoa (Trotter), María Castro (Mollie), Leo Rivera (Giles), Paco Churruca (Paravicini), Aroa Gimeno (Miss Casewell), Álvaro Roig (Metcalf), Maribel Ripoll (Miss Boyle) i Guillermo Muñoz (Christopher). En la seva segona temporada, en 2011 va passar al Teatre Muñoz Seca i es van incorporar al ventall Ana Turpin (Mollie), Guillermo Ortega (Trotter), José Troncoso (Giles) i Fermí Herrero (Paravicini), mantenint-se Aroa Gimeno, Álvaro Roig, Guillermo Muñoz i Maribel Ripoll.
L'agost del 2012, a Caracas, Veneçuela; es va estrenar una versió a la Sala Corp Banca dirigida per Vladimir Vera i protagonitzada per Ignacio Marchena (Trotter), Verónica Schneider (Mollie), Gerardo Soto (Giles), Augusto Galíndez (Paravicini), Stephanie Cardone / Paula Woyzechowsky (Miss Casewell), Gonzalo Velutini (Metcalf), Flor Elena González (Miss Boyle) i Nacho Huett (Christopher).
El març de 2014 es va estrenar al teatre Apolo de Barcelona, dirigida per Víctor Conde i interpretada per Mariona Ribas, Ferran Carvajal, Aleix Rengel, Xavier Bertran, Anna Gras-Carreño, Santi Ibáñez, Joan Amargós i Isabel Rocatti. Estava prevista la seva representació del 5 de març al 27 d'abril, però es va acabar prorrogant fins a l'1 de juny. Posteriorment es va tornar a representar del 2 de setembre al 21 de desembre, sent la funció més vista a Barcelona en 2014.
El 22 de juliol 1982 es va representar en català amb el títol Trampa per a ratolins al Teatre Regina en versió de Jaume Nadal, per la Companyia Autònoma de Teatre (CAT), sots la direcció d'Enric Ortenbach, amb un repartiment on destacaren Josep Solans (Paravicini) i Aida Fernández (senyora Boyle).